# Capitophorus rostratus
Capitophorus rostratus är en insektsart. Capitophorus rostratus ingår i släktet Capitophorus och familjen långrörsbladlöss. Inga underarter finns listade i Catalogue of Life.